# Linglu
Linglu (kinesiska: 岭路) är en socken i sydöstra Kina. Den ligger i Yongtai härad i provinshuvudstaden Fuzhou i provinsen Fujian, omkring 47 kilometer sydväst om centrala Fuzhou. Antalet invånare är 6 407. Befolkningen består av 2 977 kvinnor och 3 430 män. Barn under 15 år utgör 15,0 %, vuxna 15-64 år 73 %, och äldre över 65 år 11,0 %.